# Empire Awards 2009

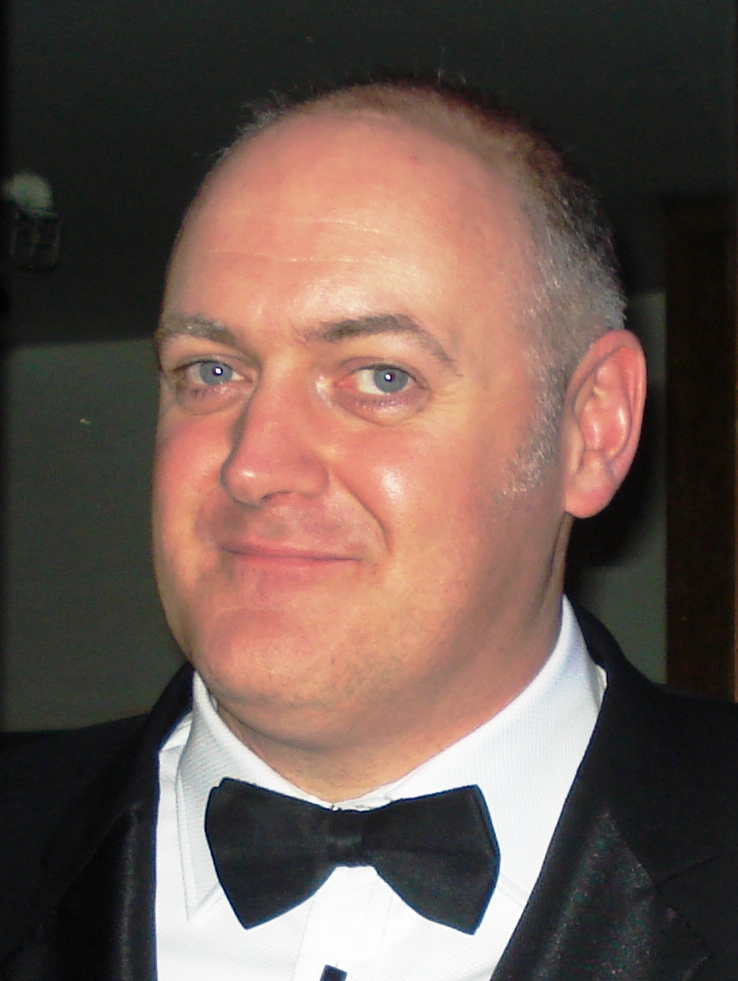
Dara Ó Briain, conduttore della 14ª edizione

La 14ª edizione degli Empire Awards, organizzata dalla rivista cinematografica inglese Empire,  si è svolta il 29 marzo 2009 a Londra, ed ha premiato i film usciti nel 2008.

## Vincitori e candidati
I vincitori sono indicati in grassetto.
 Miglior film 
- Il cavaliere oscuro (The Dark Knight), regia di Christopher Nolan
- Iron Man, regia di Jon Favreau
- Non è un paese per vecchi (No Country for Old Men), regia di Joel ed Ethan Coen
- Il petroliere (There Will Be Blood), regia di Paul Thomas Anderson
- WALL•E, regia di Andrew Stanton

 Miglior attore 
- Christian Bale - Il cavaliere oscuro (The Dark Knight)
- Robert Downey Jr. - Iron Man
- Daniel Craig - Quantum of Solace

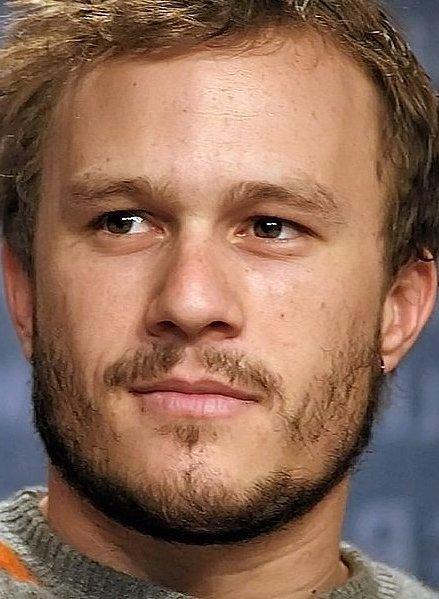
Heath Ledger, a cui è stato dedicato lHeath Ledger Tribute Award

- Johnny Depp - Sweeney Todd - Il diabolico barbiere di Fleet Street (Sweeney Todd: The Demon Barber of Fleet Street)
- Daniel Day-Lewis - Il petroliere (There Will Be Blood)

 Miglior attrice 
- Helena Bonham Carter - Sweeney Todd - Il diabolico barbiere di Fleet Street  (Sweeney Todd: The Demon Barber of Fleet Street)
- Angelina Jolie - Changeling
- Sally Hawkins - La felicità porta fortuna - Happy Go Lucky (Happy-Go-Lucky)
- Ellen Page - Juno
- Olga Kurylenko - Quantum of Solace

 Miglior regista 
- Christopher Nolan – Il cavaliere oscuro (The Dark Knight)
- Joel ed Ethan Coen – Non è un paese per vecchi (No Country for Old Men)
- Tim Burton – Sweeney Todd - Il diabolico barbiere di Fleet Street (Sweeney Todd: The Demon Barber of Fleet Street)
- Paul Thomas Anderson – Il petroliere (There Will Be Blood)
- Andrew Stanton – WALL•E

 Miglior debutto 
- Gemma Arterton - Quantum of Solace
- Hayley Atwell - La duchessa (The Duchess)
- Toby Kebbell - RocknRolla
- Robert Pattinson - Twilight
- Jim Sturgess - 21

 Miglior film britannico 
- RocknRolla, regia di Guy Ritchie
- Eden Lake, regia di James Watkins
- Hunger, regia di Steve McQueen
- In Bruges - La coscienza dell'assassino (In Bruges), regia di Martin McDonagh
- Son of Rambow - Il figlio di Rambo (Son of Rambow), regia di Garth Jennings

 Miglior thriller 
- Quantum of Solace, regia di Marc Forster
- Changeling, regia di Clint Eastwood
- Eagle Eye, regia di D.J. Caruso
- Gone Baby Gone, regia di Ben Affleck
- Non è un paese per vecchi (No Country for Old Men), regia di Joel ed Ethan Coen

Miglior horror
- Eden Lake, regia di James Watkins
- The Orphanage (El Orfanato), regia di Juan Antonio Bayona
- Sweeney Todd - Il diabolico barbiere di Fleet Street (Sweeney Todd: The Demon Barber of Fleet Street), regia di Tim Burton
- The Mist, regia di Frank Darabont
- The Strangers, regia di Bryan Bertino

 Miglior sci-fi/superhero 
In quest'edizione la categoria miglior sci-fi/fantasy fu rinominana miglior sci-fi/superhero.
- Wanted - Scegli il tuo destino (Wanted), regia di Timur Bekmambetov
- Hellboy: The Golden Army (Hellboy II: The Golden Army) , regia di Guillermo del Toro
- Iron Man, regia di Jon Favreau
- Il cavaliere oscuro  (The Dark Knight), regia di Christopher Nolan
- WALL•E, regia di Andrew Stanton

 Miglior commedia 
- Son of Rambow - Il figlio di Rambo (Son of Rambow), regia di Garth Jennings
- Burn After Reading - A prova di spia (Burn After Reading), regia di Joel ed Ethan Coen
- Ghost Town, regia di David Koepp
- In Bruges - La coscienza dell'assassino (In Bruges), regia di Martin McDonagh
- Tropic Thunder, regia di Ben Stiller

 Miglior colonna sonora 
- Mamma Mia!
- Quantum of Solace
- RocknRolla
- Sweeney Todd - Il diabolico barbiere di Fleet Street (Sweeney Todd: The Demon Barber of Fleet Street)
- Il petroliere (There Will Be Blood)

## Premi Onorari
- Outstanding Contribution To British Cinema: Danny Boyle

- Actor of our Lifetime Award: Russell Crowe[1][2]

- Icon Award: Viggo Mortensen

- Heath Ledger Tribute Award: Uno speciale premio fu dedicato per riconoscere l'eccezionale lavoro di Heath Ledger.[2]